# بييت بوتا (رجل أعمال)
بييت بوتا (بالإنجليزية: Piet Botha)‏ هو شخصية أعمال جنوب أفريقي، ولد في 15 مايو 1948.